# سلطان الیامی
سلطان الیامی (انگلیسی: Sultan Al-Yami؛ زادهٔ ۲ ژوئن ۱۹۸۷) یک ورزشکار اهل عربستان سعودی است.
از باشگاه‌هایی که در آن بازی کرده‌است می‌توان به باشگاه فوتبال القادسیه عربستان سعودی، باشگاه فوتبال التعاون عربستان سعودی، باشگاه فوتبال الفیصلی عربستان سعودی، باشگاه فوتبال الشعله عربستان سعودی، و باشگاه فوتبال الرائد عربستان سعودی اشاره کرد.